# Агітація
Агіта́ція (лат. agitatio — приведення в рух, спонукання) — найважливіший засіб впливу на свідомість і настрій широких мас, з метою спонукати їх до політичної чи іншої активності, ідеологічна зброя боротьби партій. Агітація проводиться шляхом поширення певних ідей і лозунгів за допомогою різноманітних засобів: через пресу (газети, журнали, брошури, листівки, заклики тощо), усні виступи (доповіді, бесіди, читання газет та ін.), радіо, телебачення, кіно, театр, образотворче мистецтво (плакати, діаграми, карикатури тощо), політичну і художню літературу.
Агітація тісно пов'язана з пропагандою, агітацію деколи розглядають як форму пропаганди.

## Загальні відомості про агітацію

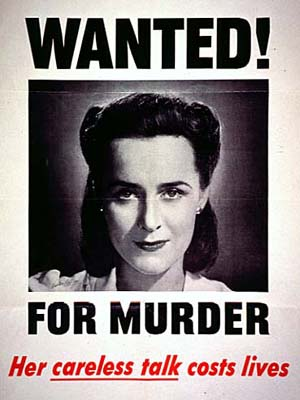

Агітація припускає диференційований підхід до різних верств населення, з урахуванням його класового складу, культурного рівня, роду занять. Агітація будується на обліку настроїв і запитів людей, на терплячому роз'ясненні та переконанні. Вона повинна бути дохідливою, конкретною, наочною, у тісному зв'язку з життям, завданнями, які ставить замовник агітаційного матеріалу. Агітація цілеспрямована, носить бойовий, наступальний характер, розкриває недоліки в роботі, критикує винуватців цих недоліків, не уникає гострих питань. М. І. Калінін говорив агітаторам: "… Ніколи не ухиляються від постановки гострих питань … У жодному разі до цього не вдавайтеся, не уникайте відповіді, не змащуйте поставлених питань " [2]

## Передвиборча агітація
Передвиборча агітація — це здійснення будь-якої діяльності з метою спонукання виборців голосувати за або проти певного суб'єкта виборчого процесу. Передвиборча агітація може здійснюватися в будь-яких формах і будь-якими засобами, що не суперечать законам даної країни. Громадяни мають право вільно і всебічно обговорювати передвиборчі програми партій (блоків), політичні, ділові та особисті якості кандидатів у депутати, вести агітацію за або проти партій (блоків), кандидатів у депутати.
Передвиборча агітація може проводитися у таких формах:
1) проведення зборів громадян, інших зустрічей з виборцями;
2) проведення мітингів, походів, демонстрацій, пікетів;
3) проведення публічних дебатів, дискусій, «круглих столів», прес-конференцій стосовно положень передвиборчих програм та політичної діяльності партій (блоків) — суб'єктів виборчого процесу чи кандидатів у депутати;
4) оприлюднення в друкованих та аудіовізуальних (електронних) засобах масової інформації політичної реклами, виступів, інтерв'ю, нарисів, відеофільмів, аудіо- та відеокліпів, інших публікацій та повідомлень;
5) розповсюдження виборчих листівок, плакатів та інших друкованих агітаційних матеріалів чи друкованих видань, в яких розміщено матеріали передвиборчої агітації;
6) розміщення друкованих агітаційних матеріалів чи політичної реклами на носіях зовнішньої реклами;
7) проведення концертів, вистав, спортивних змагань, демонстрації фільмів та телепередач чи інших публічних заходів за підтримки партії (блоку) — суб'єкта виборчого процесу чи кандидата у депутати, а також оприлюднення інформації про таку підтримку;
8) публічні заклики голосувати за чи проти партій (блоків) — суб'єктів виборчого процесу або публічні оцінки діяльності цих партій (блоків) чи кандидатів у депутати; [3]

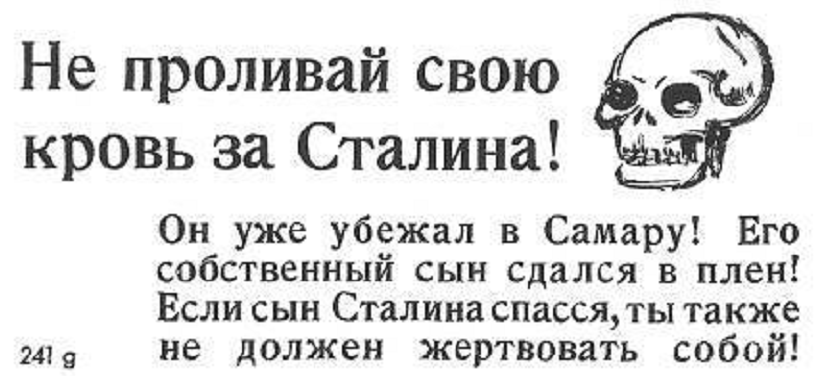

## Агітаційні матеріали
Агітаційні матеріали — те, що забезпечує любов і повагу оточуючих. Емоційно забарвлена «клична», мобілізуюча інформація. Відносяться до агресивних видів рекламної діяльності.